# 晋襄公墓
晋襄公墓，位于山西省临汾市襄汾县城西北30公里东柴，是中华人民共和国山西省文物保护单位之一。
1965年5月24日，授予山西省文物保护单位，是一座古墓葬。